# Kultura solutrejska

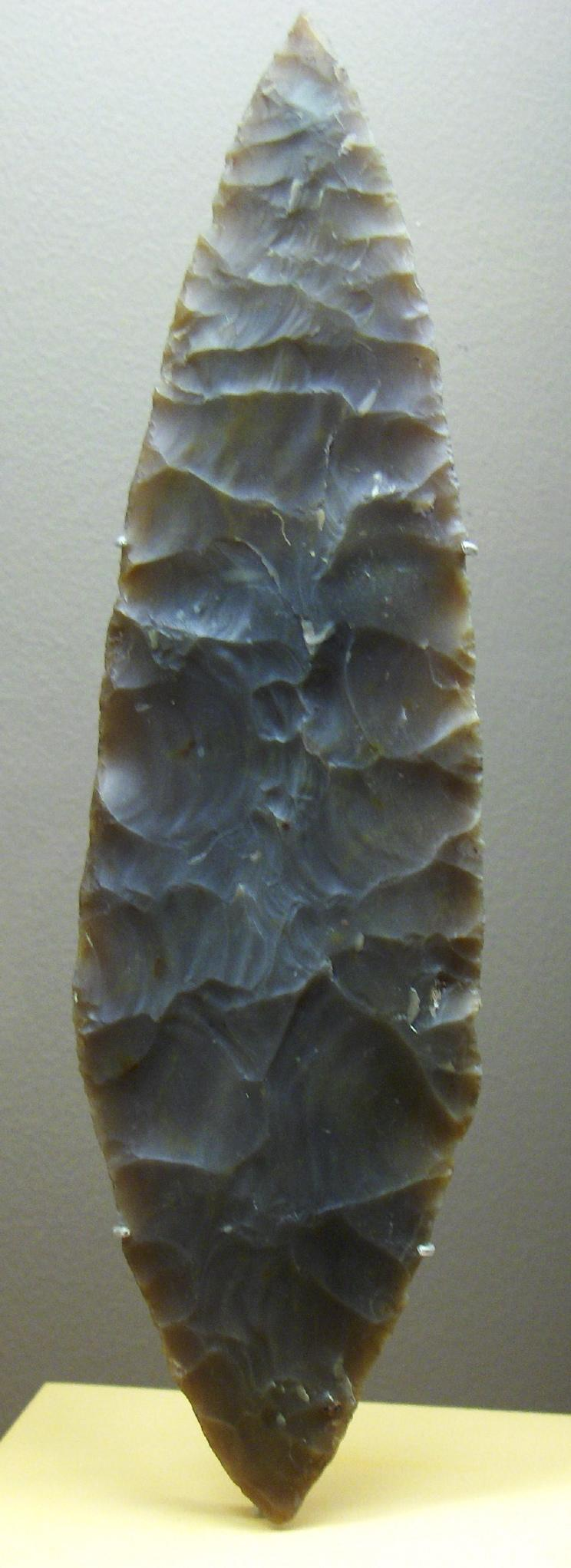
Solutrejskie ostrze liściowate

Kultura solutrejska – nazwa tej jednostki kulturowej pochodzi od miejscowości Solutré-Pouilly, departament Saona i Loara we Francji. 
Kultura ta rozwijała się w okresie między 21 a 18 tys. lat temu. Zespół zjawisk kulturowych utożsamianych z kulturą solutrejską znany jest z obszarów Półwyspu Iberyjskiego (stanowisko La Riera) oraz z terenów położonych na zachód od Rodanu (stanowisko Pataud). Do przewodnich form narzędziowych utożsamianych z kulturą solutrejską należą ostrza liściowate, wiórki tylcowe, ostrza z jednostronną obróbką, ostrza laurowate, zaś w końcowej fazie rozwoju tej kultury w inwentarzach poświadczona jest obecność ostrzy z zadziorem lub trzonkiem oraz narzędzia zębato-wnękowe. Do produkcji różnego rodzaju ostrzy posługiwano się techniką naciskową - po wstępnej obróbce elementu metodą obijania i otłukiwania, następowała druga, znacznie dokładniejsza faza obróbki, polegająca na naciskaniu na powierzchnię elementu twardą kością, wskutek czego odspajały się od niej nie grube odłupki lecz cienkie płatki. Tak powstająca powierzchnia była prawie gładka, a ostrza prawie proste. Dzięki temu formy narzędziowe nabierały bardziej smukłych, precyzyjnych form. Technika ta rozprzestrzeniła się na obszar Eurazji i Ameryki Północnej po upływie 10 000 lat.
Na stanowiskach solutrejskich znane są także narzędzia o środkowo paleolitycznym rodowodzie - zgrzebła. Konstrukcje mieszkalne wznoszone były przy użyciu kamienia, o czym świadczy stanowisko Fressiqnes (departament Dordogne we Francji). Na stanowisku tym poświadczone jest także obecność kamiennych bruków. 
Ludność kultury solutrejskiej w zależności od obszaru polowała na różne rodzaje zwierzyny. Na terenie Francji polowano głównie na stada reniferów zaś na stanowiskach obecnej Hiszpanii odkrywane są szczątki jelenia oraz koni. Do najważniejszych artefaktów tego okresu zalicza się ryty i rysunki na kościach, figurki kobiece, reliefy znalezione w Roc de Sers we Francji oraz w El Castillo w Hiszpanii.
Według tzw. hipotezy solutrejskiej ogłoszonej przez Dennisa Stanforda ze Smithsonian Institution i Bruce Bradleya z Uniwersytetu Exeter ludzie kultury solutrejskiej, podróżując na zachód przez Atlantyk, przed czołem lądolodu pokrywającego część półkuli północnej podczas ostatniego zlodowacenia, mogli dotrzeć do kontynentu amerykańskiego i w ten sposób stać się pierwszymi osadnikami w tej części świata.